# 李育儒
李育儒（1989年2月8日—），為台灣的棒球選手之一，高中時期曾經和蕭帛庭被教練翁豐堉譽為是「台灣高中最強二游組合」，雖然他的守備能力表現優異，但打擊方面仍略顯不足，曾效力於中華職棒統一獅隊，現轉戰新北市成棒隊，守備位置為內野手。

## 經歷
- 雲林縣蔦松國小少棒隊
- 雲林縣蔦松國中青少棒隊
- 台北縣二重國中青少棒隊
- 台北縣穀保家商青棒隊
- 台北縣輔仁大學棒球隊
- 國家儲訓棒球隊（國訓中心）（2010年）
- 中華職棒統一7-ELEVEn獅隊代訓球員（2010年12月31日—2011年）
- 台中市威達超舜棒球隊（2011年）
- 中華職棒統一7-ELEVEn獅隊（2011年11月11日—2015年10月15日）
- 新北市成棒隊（2016年—）

## 職棒生涯成績
| 年度 | 球隊           | 出賽 | 打數 | 安打 | 全壘打 | 打點 | 盜壘 | 四死 | 三振 | 壘打數 | 雙殺打 | 打擊率 |
| ---- | -------------- | ---- | ---- | ---- | ------ | ---- | ---- | ---- | ---- | ------ | ------ | ------ |
| 2012 | 統一7-ELEVEn獅 | 56   | 65   | 7    | 0      | 1    | 1    | 4    | 19   | 7      | 1      | 0.108  |
| 2013 | 統一7-ELEVEn獅 | 30   | 46   | 9    | 0      | 4    | 0    | 2    | 9    | 12     | 0      | 0.196  |
| 2014 | 統一7-ELEVEn獅 | 7    | 14   | 0    | 0      | 0    | 0    | 0    | 2    | 0      | 0      | 0.000  |
| 2015 | 統一7-ELEVEn獅 | 27   | 27   | 5    | 0      | 1    | 2    | 1    | 5    | 6      | 0      | 0.185  |
| 合計 | 4年            | 120  | 152  | 21   | 0      | 6    | 3    | 7    | 35   | 25     | 1      | 0.138  |

## 特殊事蹟
- 2015年5月22日對戰Lamigo桃猿隊，達成個人職棒生涯第100場出賽。

## 外部連結
- 李育儒在台灣棒球維基館上的頁面（繁體中文）

- 球員資訊和成績在中華職棒官網（中文）